# Jüdischer Friedhof (Wanfried)

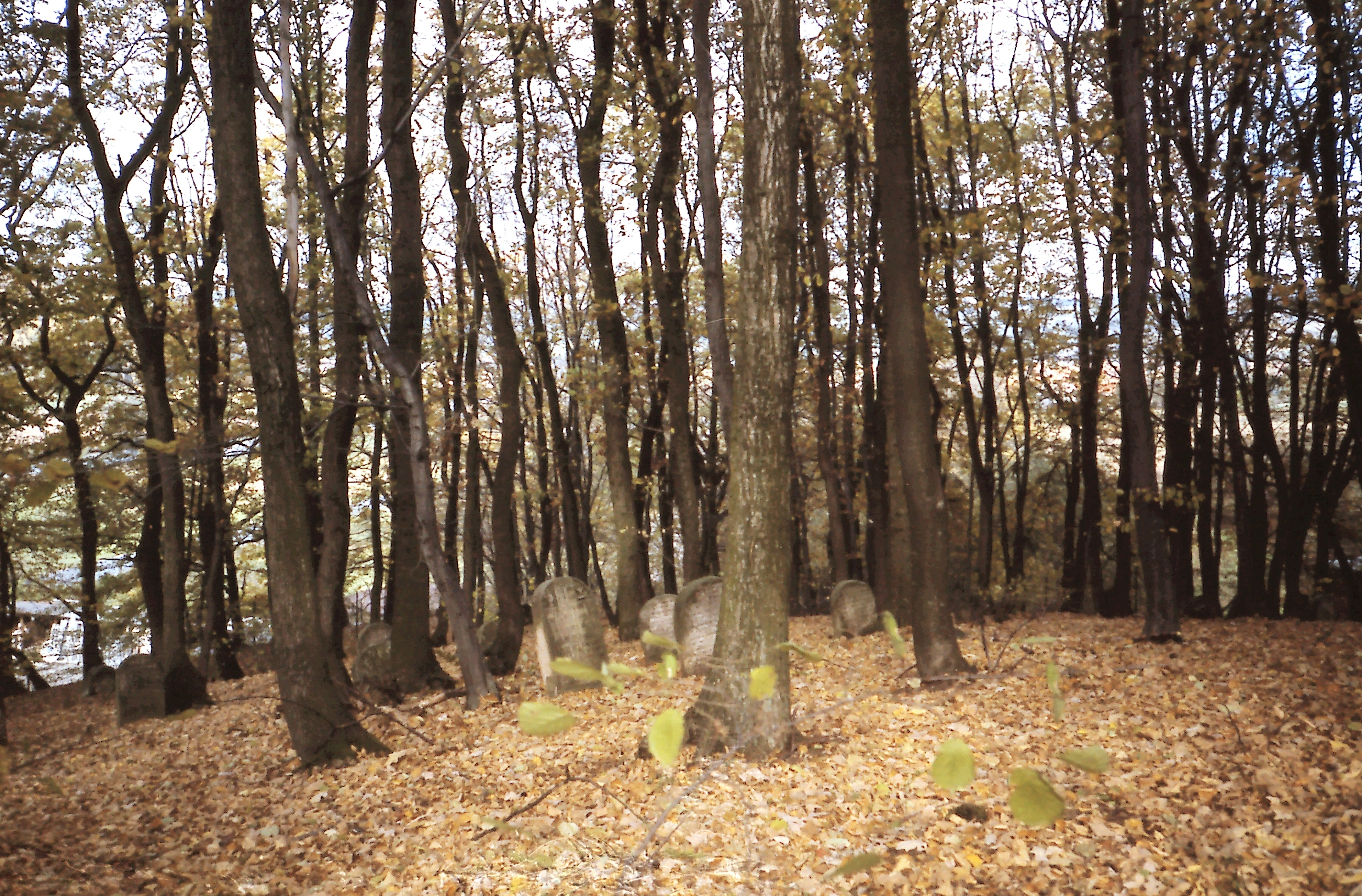
Jüdischer Friedhof Okt. 1990

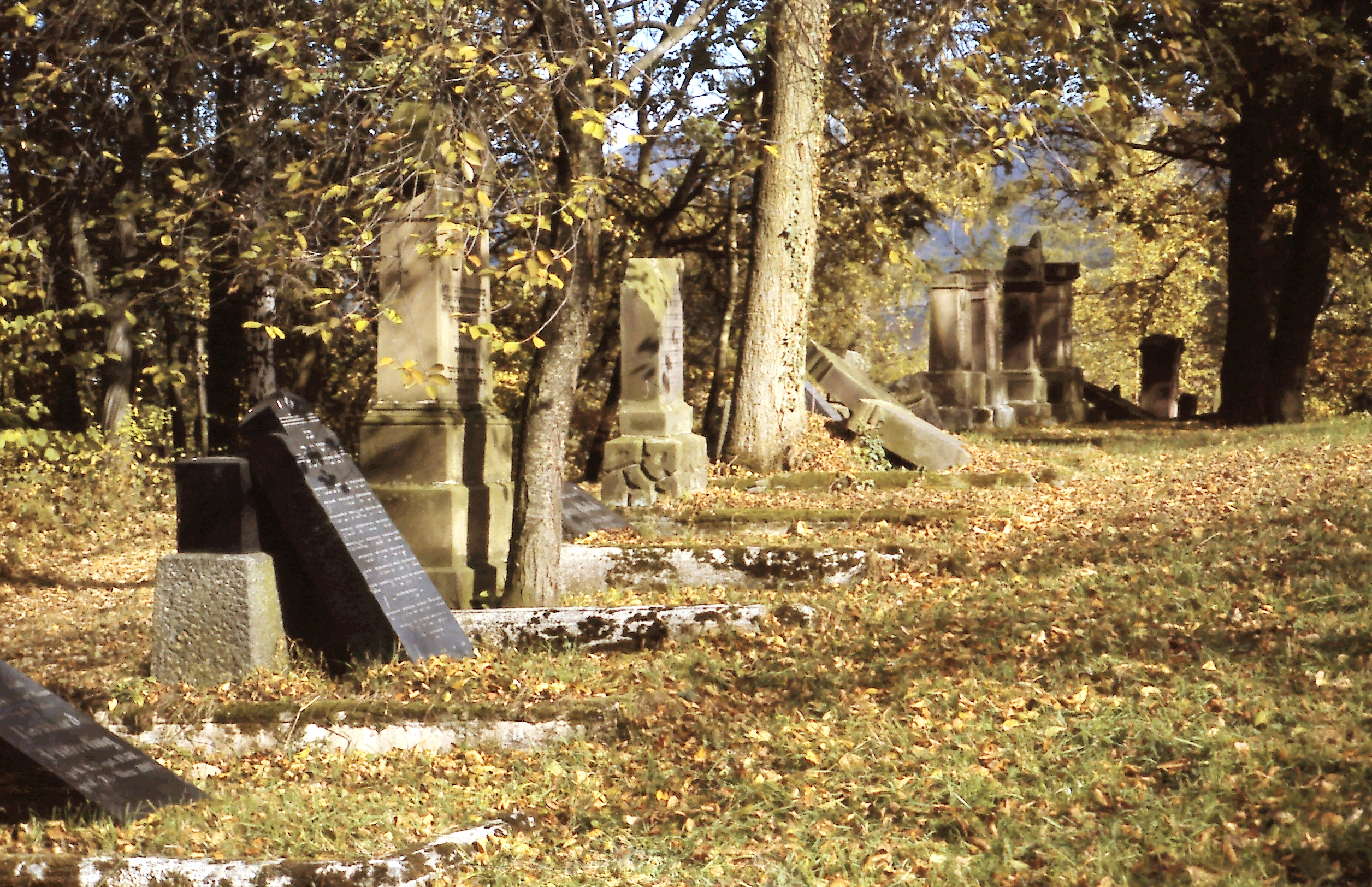
Jüdischer Friedhof Okt. 1990

Der Jüdische Friedhof Wanfried ist ein Friedhof in der Landstadt Wanfried im Werra-Meißner-Kreis in Hessen. Der Friedhof ist ein Kulturdenkmal.
Der 3626 m² große jüdische Friedhof befindet sich etwa 300 Meter südöstlich der Stadt auf einer bewaldeten Anhöhe über der B 250. Im Jahr 1986 wurden auf dem Friedhof 86 aufrecht stehende Grabsteine gezählt, im Jahr 2007 waren es 84. 

## Geschichte
Der Friedhof wurde schon in der Mitte des 16. Jahrhunderts angelegt. Von 1564 bis 1936 wurde er belegt. Ein Großteil der alten Grabsteine ist versunken.